# Farman F.220
Фарман F.220 (фр. Farman F.220) — серія чотиримоторних важких бомбардувальників виробництва французької авіакомпанії Farman періоду Другої світової війни.

## Історія

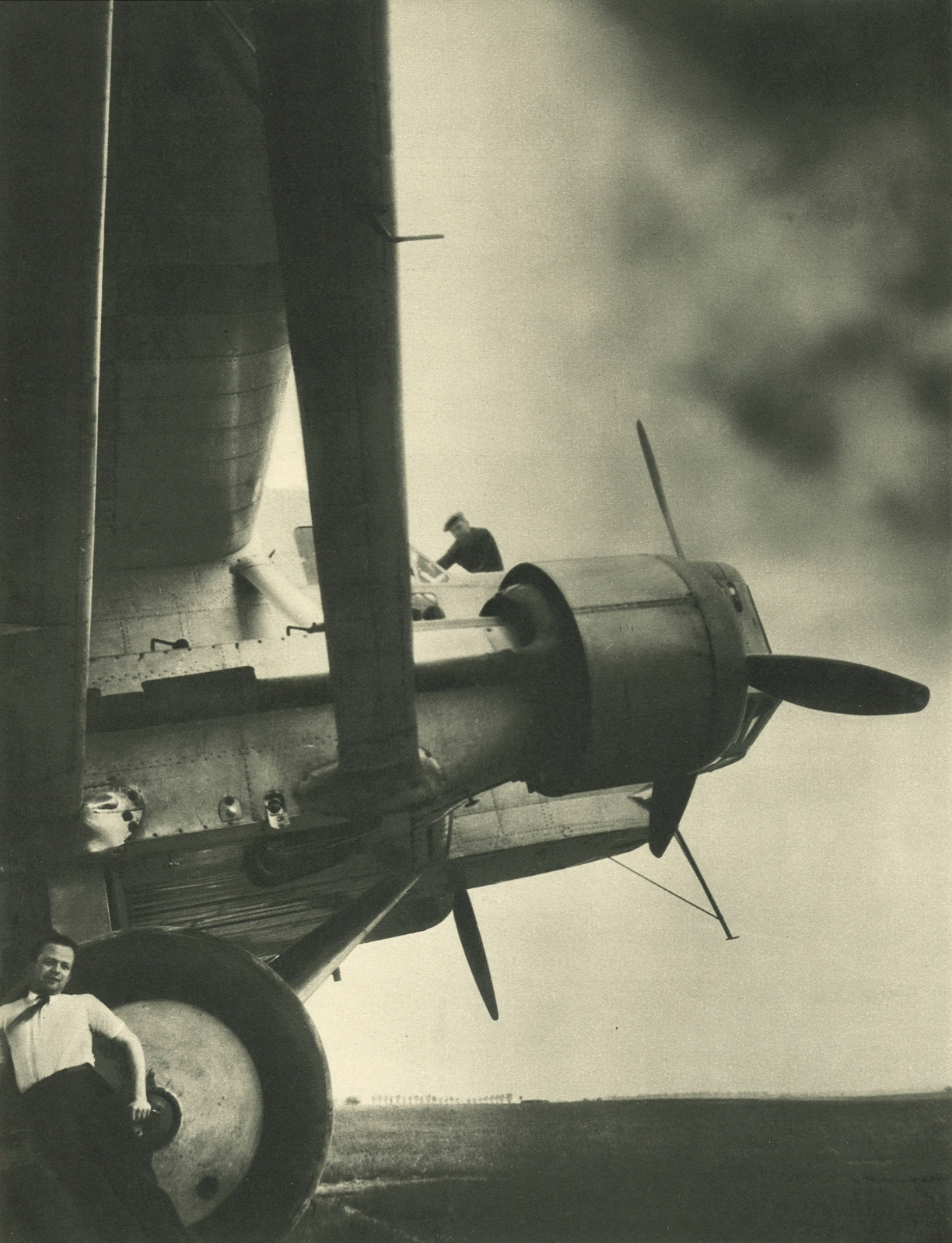
Вид на двигуни F.221

Розробка важких чотиримоторних бомбардувальників на фірмі Farman велася ще з середини 20-их років. Характерною особливістю літака було розміщення двигунів: двигуни розміщувались на кінцях невеликих крил в низу фюзеляжу і об'єднувались в тандемні пари кожна з яких обертала один штовхальний і один тяговий гвинт. В іншому він був типовим французьким важким літаком — крило широкого профілю і прямокутний фюзеляж.
Перший прототип літака F.220.01 оснащувався 12-и циліндровими двигунами HS 12Lbr потужністю 600 к.с. і вперше піднявся в повітря 26 травня 1932 року. Літак не був прийнятий на озброєння, але став основою для наступної моделі F.221 з іншими двигунами, зміненим хвостом і досконалішими турельними баштами. Прототип F.221.01 був готовий вже в травні 1933, а в 1935 році була випущена невелика серія. Тоді ж на F.221.01 було встановлено шасі, яке прибиралось, літак отримав нове позначення F.222.01 і ця модифікація теж випускалась серійно.
В 1936 році почалась розробка потенційної заміни для F.221/222 в вигляді наступного літака серії F.223. Літак зберіг всі основні риси попередника, але отримав нове двокілеве хвостове оперення. Прототип F.223.1 (який після поглинання Farman об'єднанням SNCAC отримав позначення NC.223.1) вперше піднявся в повітря в червні 1937 року. Перший прототип, оснащувався двигунами HS 12Xirs потужністю 720 к.с. і готувався не як воєнний, а як поштовий літак. Другий прототип, який готувався як бомбардувальник, був облітаний 18 грудня 1938 року. Спочатку на ньому стояли двигуни HS 14AA потужністю 1000 к.с., але через ненадійність їх було замінено на HS 12Y29 (920 к.с.). Серійне виробництво тривало з кінця 1939 по квітень 1940 року.

## Основні модифікації
- F.221 — оснащувались двигунами GR 14Kdrs потужністю 800 к.с. (10 екз.)
- F.222.1 — оснащувався двигунами GR 14Kirs потужністю 870 к.с. і шасі, яке прибиралось. (11 екз.)
- F.222.2 — оснащувався двигунами GR 14N11/15 потужністю 950 к.с. Також змінена носова частина фюзеляжу. (24 екз.)
- NC.223.3 — оснащувався двигунами HS 12Y29 потужністю 920 к.с. (8 екз.)
- NC.223.4 — цивільний варіант з двигунами HS 12Y27 потужністю 1050 к.с. В 1940 році були переобладнані в бомбардувальники. (3 екз.)

## Історія використання

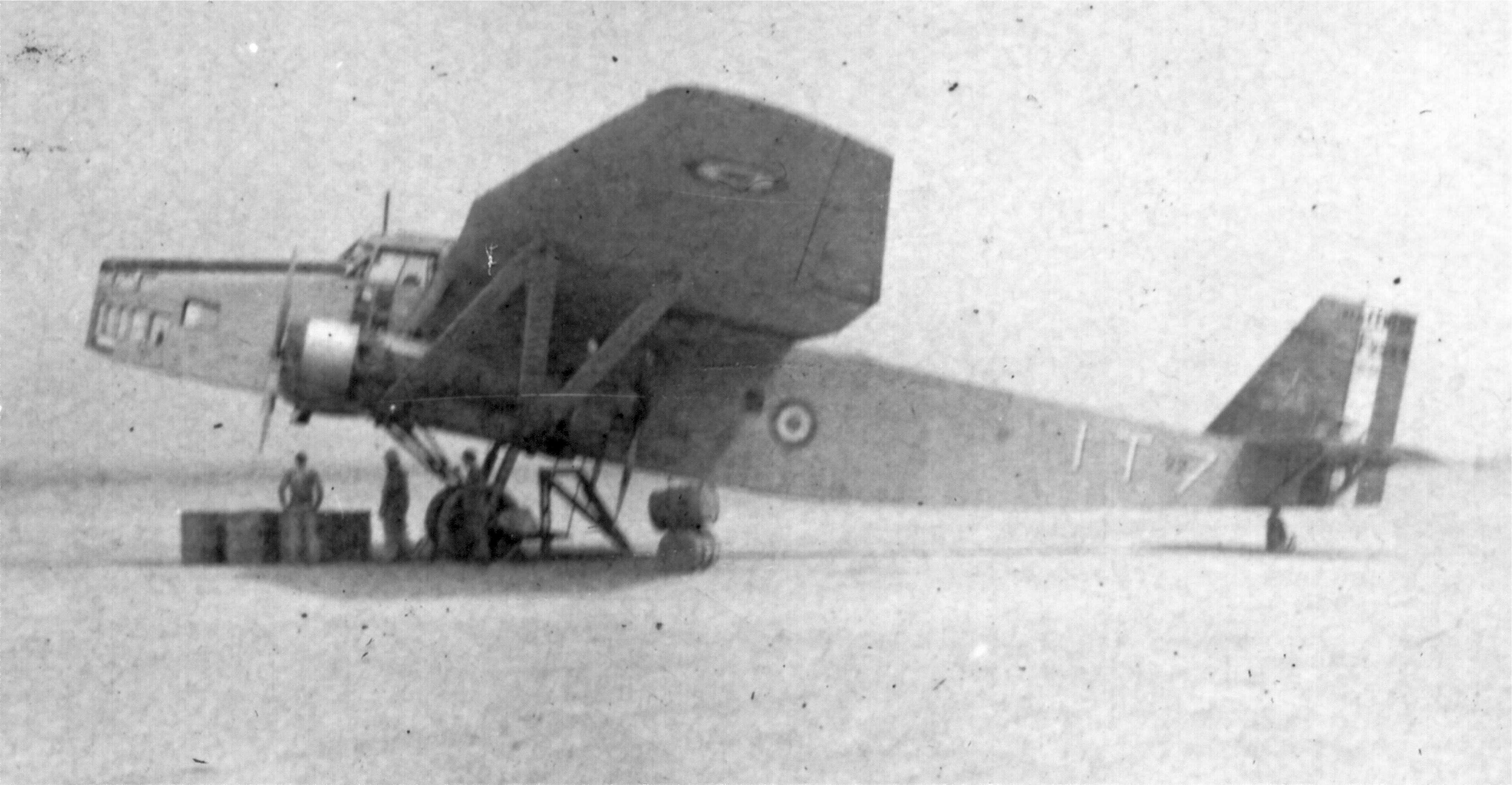
Військовий F.222 в Північній Африці.

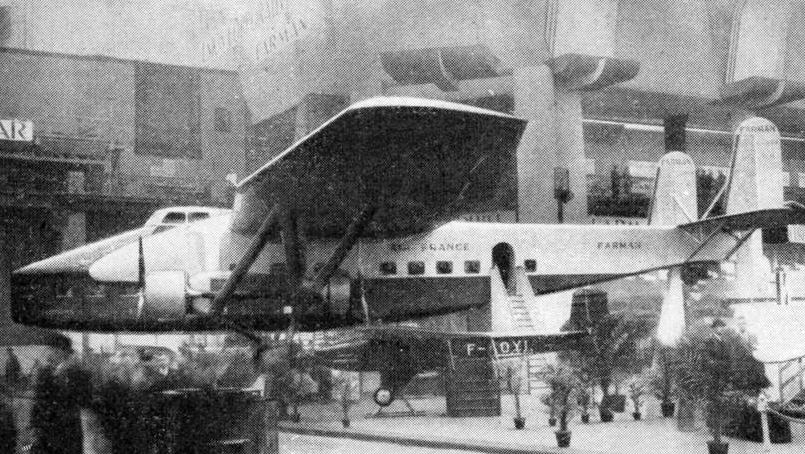
NC.223.4 авіакомпанії Air France. Грудень 1936 року.

До початку Другої світової війни F.221 були вже відведені в резерв, окрім ескадрильї EB 2/41 в Індокитаї. Дещо сучасніші F.222 стояли на озброєнні двох груп 15-ї бомбардувальної ескадри і змішаної авіагрупи GAA 43 в Сенегалі. В листопаді 1939 року ще 3 °F.222 були передані в ескадрилью 10E морської авіації базованої в Марокко. З самого початку війни ці літаки здійснювали патрулювання Атлантики біля Західної Африки.
Літаки 15-ї ескадри почали вильоти 22 грудня 1939 року, але спочатку вони тільки здійснювали розвідку і скидали пропагандистські листівки. Бомбардувальні вильоти почались тільки 14 травня, вже після початку німецького наступу. Також 24 травня в GB I/15 надійшли перші два NC.223, які разом з F.222 здійснювали нічні бомбардування Німеччини. До 15 червня, коли було видано наказ про перебування в Північну Африку літаки 15-ї ескадрильї скинули на противника близько 135 тонн бомб, і при цьому не втратили в бою жодного літака. Тільки один F.222 розбився при посадці 1 червня.
Цивільні NC.223.4 після переоснащення надійшли на озброєння морської авіації до ескадрильї B5. В бойових діях був використаний тільки один літак, який отримав власне ім'я Жуль Верн. 13 травня 1940 року він бомбив міст в Маастрихту, потім здійснив декілька нальотів на інші цілі, а вночі 8 червня першим в Другій світовій війні бомбив Берлін.
Після підписання перемир'я група GB II/15 була розформована, а GB I/15 реорганізована в транспортну. Цивільні літаки NC.223.4, а також три NC.233.3, були повернуті авіакомпанії Air France. В грудні 1941 F.221 ескадрильї EB 2/41 здійснили декілька вильотів проти Таїланду, але до кінця року були списані. Як транспортні F.222 використовувались аж до 1943 року.

## Тактико-технічні характеристики

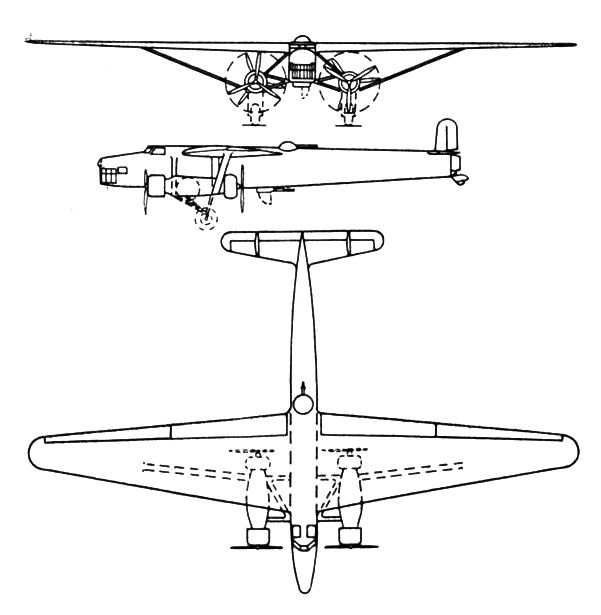
NC.223.3

Дані з Ударная авиация Второй Мировой — штурмовики, бомбардировщики, торпедоносцы

### Технічні характеристики
|                        |                        | F.222.2BN5      | NC.223.3      | NC.223.3       |
| ---------------------- | ---------------------- | --------------- | ------------- | -------------- |
| Довжина                | Довжина                | 21,26 м         | 22,0 м        | 23,5 м         |
| Висота                 | Висота                 | 5,19 м          | 5,08 м        | 4,85 м         |
| Розмах крил            | Розмах крил            | 36,00 м         | 33,59 м       | 33,59 м        |
| Площа крил             | Площа крил             | 188,7 м²        | 134,3 м²      | 134,3 м²       |
| Маса                   | пустого                | 10 400 кг       | 10 553 кг     | 10 000 кг      |
| Маса                   | спорядженого           | 15 200 кг       |               |                |
| Маса                   | максимальна злітна     | 18 70 кг        | 19 206 кг     | 24 000 кг      |
| Двигуни                | Двигуни                | 4 × GR 14N11/15 | 4 × HS 12Y29  | 4 × HS 12Y37   |
| Потужність             | Потужність             | 4 × 950 к. с.   | 4 × 920 к. с. | 4 × 1050 к. с. |
| Максимальна швидкість  | Максимальна швидкість  | 321 км/год      | 350 км/год    | 385 км/год     |
| Дальність польоту      | Дальність польоту      | 2000 км         | 2400 км       | 5000 км        |
| Практична стеля        | Практична стеля        | 8000 м          | 8000 м        |                |
| Час підйому на 4000 м. | Час підйому на 4000 м. | 13,5 хв         | 10,0 хв       |                |

### Озброєння
Захисне
- F.221, F.222:
  - 1 × 7,5-мм кулемет в носовій башті
  - 1 × 7,5-мм кулемет в верхній башті
  - 1 × 7,5-мм кулемет в нижній висувній установці
- F.223.3:
  - 1 × 7,5-мм кулемет в носовій установці
  - 1 × 20-мм гармата в верхній башті
  - 1 × 20-мм гармата в нижній башті
- F.223.4:
  - 1 × 7,5-мм кулемет в боковій установці з правого боку

Бомбове
- F.221, F.223.4:
  - стандартне — 2000 кг бомб
- F.222, F.223.4:
  - стандартне — 2500 кг бомб
  - максимальне — 4200 кг бомб

## Виноски
1. ↑  з стандартним бомбовим навантаженням